# Мыши-байкеры с Марса
«Мы́ши-ба́йкеры с Ма́рса» (англ. Biker Mice from Mars) — американский мультсериал, созданный Риком Унгаром, трансляция которого велась с 1 сентября 1993 до 24 февраля 1996 года. К тому времени как разработка мультсериала была приостановлена, он уже насчитывал 65 серий, разделённых на три сезона. В России выходил под названием «Мыши-рокеры с Марса» на телеканале ТВ-6.

## Сюжет
Главные герои мультсериала — антропоморфные мыши-мотоциклисты: Винни, Модо и Тротл (в других вариантах — Трозель, Дроссель или Аксель) и другие, которые покинули свою родную планету Марс вследствие войны с плутаркианцами. Потерпев крушение, они приземлились в рабочем квартале города Чикаго. Там они познакомились с обаятельной девушкой-механиком по имени Чарли и поселились в её гараже. Позже мыши-байкеры обнаруживают, что плутаркианцы тоже прилетели на Землю, главным образом затем, чтобы добывать её природные ресурсы и отсылать их на планету Плутарк.
Раса плутаркианцев представляет собой дурно пахнущих гуманоидных существ, очень похожих на рыб. После того как плутаркианцы истощили запас природных ресурсов своей планеты, они начали использовать другие планеты для этой цели. Плутаркианцы уже учинили большие разрушения на Марсе, в результате чего погибла большая часть марсианской мышиной популяции, а также была практически уничтожена флора и фауна планеты.
Мыши-байкеры узнали, что передовой промышленник Чикаго — Лоуренс Лимбургер — является плутаркианцем, скрывающимся под маской человека. Лимбургер пользуется поддержкой своих ближайших приспешников: ненормального учёного с садистическими наклонностями доктора Карбункула (Dr. Karbunkle) и тупого увальня Чумазоида (в некоторых переводах Чумазолик) (Greasepit), которые помогают ему в краже природных ресурсов Земли. Однако мыши-байкеры успешно препятствуют воплощению коварных планов Лимбургера, а также регулярно разрушают его главный небоскрёб.

## Персонажи

### Мыши-байкеры

#### Винни
Винни (Vinnie) (21 год) — мышь-байкер с белой шерстью, едущий в группе мышей обычно с правого фланга. В отличие от его товарищей, его мотоцикл больше похож на спортбайк. По характеру смелый, бесстрашный, влюблённый в жизнь и принимающий её со всеми опасностями, а также исполненный нескончаемой энергии и уверенный в себе. Зачастую его самомнение может немного раздражать окружающих, а его импульсивность становится настоящей проблемой.
Винни определённо выделяется среди братьев не только из-за его постоянного напоминания о собственном превосходстве. Он имеет отточенный, яркий характер, который контрастирует с характерами Дросселя и Модо. Они имеют тенденцию проявлять осторожность, попадая в опасные ситуации, Винни, напротив, смело рвётся вперёд, пропуская все предостережения мимо ушей. Когда Модо нетороплив и расслаблен, Винни остаётся в состоянии постоянного напряжения. Когда Дроссель мрачен, Винни беззаботен. Естественно, Винни часто затмевает обоих братьев и переводит всё внимание на себя. Если для его друзей существуют ситуации, когда они немного застенчивы, то Винни всегда остаётся нахальным и смелым. В нём пылает огонь жизни, а его сердце переполнено адреналином. Несмотря на всё это, он остаётся хорошим парнем. В результате единственной удачной (за весь сериал) атаки Чумазоида, Винни теперь обладатель метало-пластиковой маски на пол лица.
Озвучил: Иен Зиринг (англ. Ian Ziering)

#### Модо
Модо (Modo) (23 года) — мышь-байкер с серой шерстью, повязкой на глазу и стальной правой рукой. Он является основной мускульной силой команды мышей-байкеров с Марса, но, однако, ему чужды атрибуты типичных тупых качков, за малословностью скрывается живой ум, умудрённый жизненным опытом. Трудно найти более любезную и мягкую мышь, чем он. Естественно, его доброта не распространяется на плутаркианцев и крыс, которыми он с удовольствием вытер бы пол. Модо по росту на голову выше Дросселя, и уж тем более встречающихся ему людей. От вершин его антенн до кончиков пальцев его лап, Модо имеет физическую форму культуриста.
Модо — один из тех персонажей, очарование которых основано на их особенностях. Он является самым сильным в команде мышей-байкеров, оставаясь при этом нежным; самым старшим, и в то же время искренним, как ребёнок. Несмотря на некоторые недостатки внешности, обладает сильнейшим шармом и неким романтизмом. Модо остаётся привязанным к дорожному образу жизни мотоциклиста, в то время как мог бы остепениться и создать семью.
Озвучил: Дориэн Хэрвуд (англ. Dorian Harewood)

#### Дроссель
Дроссель (Throttle), приятный, любезный Дроссель (в некоторых переводах Тротл) (23 года) — мышь-байкер с рыжей шерстью, одетый в кожу и в очках. Дроссель чрезвычайно способный лидер команды мышей-байкеров с Марса. И в действии, и во взглядах, он наиболее успешный мотоциклист, способный отстаивать свою позицию даже в борьбе.
Обучающийся с подростковых лет, чтобы стать преемником Стокера (Stoker) в качестве лидера «Борцов за свободу» (Freedom Fighters) (позже возглавляемых Карабин, девушкой Дросселя), он имеет естественный талант к управлению командой. Он берёт на себя ответственность за нахождение решения в любой ситуации. Если мыши-байкеры оказываются втянутыми в сражение, Дроссель знает, что делать, он оценивает ситуацию и выбирает наилучшую стратегию.
По характеру Дроссель находится где-то между двумя другими братьями. Он не столь гиперактивный, как Винни, и не такой спокойный и непринужденный, как Модо. Иногда этот факт уводит его на второй план по отношению к его братьям, особенно учитывая особенность Дросселя не говорить того, что не является подходящим или важным. Дроссель — единственный, кто продемонстрировал способность к телепатии — при помощи своих антенн «просветил» Чарли насчёт истории их команды при первом знакомстве.
Озвучил: Роб Полсен (англ. Rob Paulsen)

### Люди

#### Чарли
Чарли (Charlene «Charley» Davidson), первый человек, повстречавший мышей-байкеров, лучший механик во всём Чикаго и одна из немногих осведомлённых о планах плутаркийцев по хищению природных ресурсов Земли. Чарли умна, изобретательна, обладает острым, как бритва, чувством юмора. Она помогает мышам-байкерам, прибывшим в Чикаго, в их сражениях против Лоуренса Лимбургера, не говоря уже о её личной борьбе с бытовыми земными трудностями.
Чарли встречает мышей-байкеров ночью. Один из приспешников Лимбургера, Чумазоид, пытается её вынудить подписать договор о передаче её гаража плутаркийцам. В этот момент Винни заходит к ней в надежде найти механика, чтобы тот починил мотоцикл Дросселя. Придя к ней, он и подоспевшие вовремя братья свели шансы злодея украсть её собственность к нулю. Мыши рассказали Чарли о плутаркийцах, и она показала им, что инопланетные пришельцы давно уже были здесь. С этого дня Чарли стала самым доверенным и дорогим другом мышей-байкеров с Марса.
Озвучила: Лиза Миллер МакГи (англ. Leeza Miller McGee)

## Саундтрек
В 1994 году был выпущен альбом Biker Mice From Mars: Original Soundtrack. Альбом содержит 10 композиций общей длительностью около 40 минут. Над альбомом работал американский музыкант Джефф Скотт Сото.

## Игры
Гоночный автосимулятор, основанный на идее мультсериала был издан Konami для консоли SNES в 1994 году.
Компания Creat Studio представила на КРИ 2006 игру по мотивам сериала и получила награду в номинации Лучшая игра для игровых консолей. Она была выпущена для приставок Sony Playstation 2 и Nintendo DS.

## Планы по перезапуску
В январе 2023 года компания Nacelle сообщила, что приобрела права и  планирует выпустить новую линию игрушек и перезапустить мультфильм.